# Reggie Parks
Reggie Parks (Edmonton, 27 de agosto de 1934-Tucson, 7 de octubre de 2021) fue un luchador profesional y grabador canadiense, conocido por su trabajo en el diseño de cinturones de campeonato de lucha libre profesional, artes marciales mixtas y promociones de boxeo. Parks comenzó su carrera de lucha libre profesional bajo la tutela del entrenador Stu Hart, y luchó en todo Estados Unidos, haciéndose conocido por su físico y su comportamiento de «Superman tranquilo», antes de diversificarse en el diseño de cinturones.
Como diseñador, Parks se ganó el apodo de «King of Belts» («rey de los cinturones») por su trabajo. Su diseño más famoso puede ser el cinturón «Winged Eagle» que creó para la entonces WWF en la década de 1980. Además, contribuyó con su trabajo a otras promociones de lucha libre, así como a la UFC y para la portada de un álbum de Madonna.

## Vida personal
Reggie Parks nació en Edmonton, Alberta, Canadá, el 27 de agosto de 1934, como el menor de cuatro hermanos. Creció en una granja en las afueras de la ciudad y jugó hockey cuando era joven, y lo abandonó cuando su familia se mudó a la ciudad propiamente dicha. Comenzó a levantar pesas a los 13 años y poco después comenzó a trabajar como acomodador de boletos para espectáculos de lucha libre profesional. Admiraba a los hermanos George y Sandy Scott y a Tiny Mills. Después de retirarse de la lucha libre profesional, Parks residió en Arizona, dirigiendo una empresa de limpieza de alfombras además de su trabajo diseñando cinturones; había sido introducido a la industria de la limpieza de alfombras por su compañero de lucha libre Gordon Solie.
Parks se casó una vez y se divorció; vivió con su pareja Trish durante 22 años antes de su muerte en 2006. No tuvo hijos. Parks murió en Tucson, Arizona, Estados Unidos el 7 de octubre de 2021, por COVID-19. Hablando sobre su legado, el también fabricante de cinturones Dave Millican dijo: «Todos le debemos a Reggie una enorme deuda de gratitud porque nadie hizo esto de esta manera antes que él. ¿Hubo cinturones antes de Reggie? Absolutamente. ¿Hubo buenos cinturones antes de Reggie? No habían».

## Carrera de lucha libre profesional
Parks comenzó su carrera entrenando en un club de boxeo en Edmonton, donde conoció al promotor de Stampede Wrestling Stu Hart en 1955. Hart entrenó a Parks y lo presentó a territorios en los Estados Unidos, lo que llevó a Parks a luchar en Seattle, Los Ángeles y en todo Texas. Al principio de su carrera, Parks luchó como parte de un carnaval ambulante, compitiendo en combates legítimos con rivales de la audiencia y confiando en su resistencia y acondicionamiento para vencerlos. Entre 1963 y 1973, Parks se basó en la American Wrestling Association, y también participó en territorios de Nebraska. Parks se hizo conocido por su impresionante físico y hazañas de fuerza, siendo catalogado como el «Superman tranquilo»; en un momento, Parks hizo que le pasaran un Volkswagen Beetle sobre el estómago para demostrar su fuerza. En su apogeo, Park medía 6 pies 2 pulgadas (188 cm) de alto y pesaba 225-230 libras (102-104 kg), con 17 pulgadas (43 cm) de bíceps y 50 pulgadas (130 cm) de pecho.
Parks también luchó bajo una máscara durante un tiempo como The Avenger durante su carrera posterior. Mientras trabajaba en el territorio de Joe Blanchard en Texas en 1968, Parks fue el oponente para el combate debut del futuro Campeón Mundial Peso Pesado de la NWA, Dusty Rhodes.`Después de una temporada trabajando como árbitro debido a una lesión en la espalda, luchó en su último combate en 1999, enfrentándose a José Lothario en Nuevo México. Parks luchó la mayor parte de su carrera como un face amigable con los fanáticos, y atribuyó su simpatía a su educación canadiense: «Es algo canadiense natural. Siempre fui amable».

## Diseño de cinturones
Parks era conocido por diseñar y grabar cinturones de campeonato para WWE, National Wrestling Alliance, World Championship Wrestling, American Wrestling Association y Shimmer Women Athletes. Su trabajo de diseño le valió el apodo de «King of Belts» («rey de los cinturones»). WWE describió los diseños de sus cinturones como algunos de los más famosos. Sus más conocidos fueron el cinturón «Winged Eagle» utilizado para representar el Campeonato de la WWF en las décadas de 1980 y 1990 y el cinturón del Campeonato Intercontinental de la WWF de la misma época.
Parks comenzó a crear cinturones en 1962 mientras trabajaba en Omaha, Nebraska, después de notar que el promotor Joe Dusek había estado usando un gran trofeo para representar un campeonato, que estaba comenzando a desmoronarse. Hizo un cinturón de repuesto usando cobre plateado y una correa de cuero, estimando que le costó alrededor de $ 75. Parks pronto recibió el encargo de fabricar cinturones de campeonato para los campeones en parejas de la American Wrestling Association, Harley Race y Larry Hennig, después de que el equipo notó su destreza durante un combate contra Parks; esto y la visibilidad de una gira posterior de promociones de lucha libre japonesa expandieron su negocio significativamente. Luego, su trabajo fue buscado por otras organizaciones de lucha libre, además de aparecer en asociaciones de taekwondo y boxeo, la UFC y en la portada del álbum Hard Candy de Madonna. Los cinturones de Parks se creaban típicamente mediante fotograbado sobre una base de zinc que luego se chapaba en níquel u oro; el diseño terminado se acentuó con piedras preciosas adicionales y diseños de cuero labrado.